# Hjördis Töpel
Hjördis Töpel (née le 4 janvier 1904 et décédée le 17 mars 1987) est une nageuse et une plongeuse suédoise. Lors des Jeux olympiques d'été de 1924 disputés à Paris, elle a obtenu la médaille de bronze au relais 4 x 100 m nage libre ainsi qu'en plongeon à la plateforme de 10 mètres. Elle a aussi participé aux Jeux olympiques d'été de 1928.